# Metro de Tyne y Wear
El Metro de Tyne y Wear, conocido localmente simplemente como Metro, es un sistema de metro y tren ligero en el Nordeste de Inglaterra, que sirve a las ciudades de Newcastle upon Tyne, Gateshead, South Tyneside, North Tyneside y Sunderland en Tyne y Wear. Se considera el primer tren ligero moderno en el Reino Unido.

## Historia
La red inicial comenzó sus operaciones entre 1980 y 1984, utilizando antiguas líneas de tranvía, conectándolas con nuevas líneas e infraestructura subterránea. Las extensiones a la red original fueron abiertas entre 1991 y 2002. Transportó cerca de 36 millones en el período 2018/19, sistema que se expande por 77,5 kilómetros (48,2 mi) y tienen dos líneas con un total de 60 estaciones, nueve de las cuales son subterráneas. Es el segundo sistema de metro de los cuatro existentes en Reino Unido, luego del Metro de Londres; los otros son el Docklands Light Railway y el Metro de Glasgow.
El sistema es operado por la autoridad local de transporte Nexus, además de dueña de la red. Fue operada bajo contrato por DB Regio Tyne & Wear Limited, una subsidiaria de Arriva UK Trains, entre 2010 y 2017. Este contrato finalizó el 1 de abril de 2017, y Nexus tomó control directo de la red por un período fijado en dos años.